# Caesar und Cleopatra (1945)
Caesar und Cleopatra (Originaltitel: Caesar and Cleopatra) ist ein 1945 von Regisseur Gabriel Pascal gedrehter Spielfilm mit Claude Rains und Vivien Leigh in den Hauptrollen. Er basiert auf dem von George Bernard Shaw 1898 geschriebenen gleichnamigen Theaterstück. Der Film war in deutschen Kinos erstmals Mitte Dezember 1946 zu sehen und wurde 1947 mit John Bryan für einen Oscar der Kategorie Bestes Szenenbild nominiert.

## Handlung
Julius Caesar, Herrscher über das römische Reich, ist inzwischen in die Jahre gekommen, befindet sich in einer Sinnkrise und dringt mit zwei Legionen nach Ägypten ein. Die Ägypter haben aber schon genug mit ihren inneren Angelegenheiten zu bewältigen: Die sechzehnjährige Cleopatra – unter strenger Kontrolle ihrer despotischen Amme stehend – und ihr jüngerer Bruder Ptolemäus (beeinflusst von seinem Vormund Pothinus) kämpfen um die Herrschaft. Die hübsche, aber infantile und nicht übermäßig intelligente Cleopatra gefällt Caesar. Anfänglich favorisiert er allerdings eine Doppelregentschaft, scheitert aber am Pothinus-Block. Julius Caesar verbarrikadiert sich mit Cleopatra sowie seinem zahlenmäßig schwachen Gefolge im alexandrischen Königspalast gegen die feindliche Armee, die diesen abgeriegelt hat und von einem römischen Verräter befehligt wird, hält aber über Monate stand. Der Anmut seiner Gefährtin erliegt Caesar scheinbar, jene wiederum verfeinert zunehmend ihre machtpolitischen Fähigkeiten und hat sich längst in den Schönling Marcus Antonius verguckt, der im Film aber nicht in Erscheinung tritt. Insgeheim hofft Cleopatra, Caesar werde ihre inneren Gegner ausschalten und wieder nach Rom zurückkehren.

## Produktion
Die für damalige Verhältnisse aufwendige Farbfilm-Produktion beflügelte Gerüchte, es könnte sich um das teuerste Projekt seiner Zeit handeln. Regisseur Pascal intensivierte seine Beziehung zu dem Projekt sogar so weit, dass er nach Ägypten reiste, um Sand zu beschaffen, der die dortige Farbtönung aufweisen sollte. Pascal produzierte mit der Komödie Androcles and the Lion eine weitere Shaw-Verfilmung, bei der er aber nicht mehr als Regisseur fungierte. Als ersten Regieassistenten verpflichtete Pascal für diese Produktion Brian Desmond Hurst, der allerdings nicht im Abspann genannt wurde.

### Besetzung
Der 17-jährige Roger Moore hat in Caesar und Cleopatra einen Auftritt als römischer Soldat, ohne aber im Abspann erwähnt zu werden. Jean Simmons hat ebenfalls eine Rolle darin, allerdings ohne Dialoge als Harfenspielerin. John Gielgud sollte ursprünglich den Caesar spielen, sprang aber nach einem Treffen wegen augenblicklicher Abneigung gegen Regisseur Pascal ab.

## Kritik
„Die ironischen Dialoge und die skeptische Geschichtsphilosophie von George Bernard Shaws Vorlage (1898) nehmen sich in dem bombastischen Kolossalfilm etwas befremdlich aus. Eine im Grund verfehlte Literaturadaption und ein gedanklich überfrachtetes Historienabenteuer.“

„Nach dem Erfolg seiner George-Bernard-Shaw-Verfilmung ‚Major Barbara‘ wagte sich Regisseur und Produzent Gabriel Pascal an die Adaption eines weiteren Bühnenstücks des Autors, der auch selbst das Drehbuch verfasste. Trotz der Mitwirkung von Stars wie Claude Rains und Vivien Leigh entpuppte sich der bis dato teuerste britische Film als kolossaler Flop, was nicht zuletzt der Dialoglastigkeit des Films zu verdanken sein dürfte. Hervorragend besetzt, sind in den aufwändigen Kulissen neben den Hauptdarstellern und Stewart Granger auch kommende Stars wie Jean Simmons und Roger Moore zu entdecken.“

„George Bernard Shaws Vorlage, ein intimes Kammerspiel, liefert einen ironisch-erotischen Schlagabtausch. – Kammerspiel in pompöser Ausstattung.“

## Auszeichnungen
Oscarverleihung 1947

Nominierung
- Oscar/Bestes Szenenbild (Farbfilm) (John Bryan)

## Synchronisation
Der Film wurde 1948 bei Phoenix Film GmbH in Berlin unter der Dialogregie von Helmuth Brandis synchronisiert.
| Rolle            | Darsteller          | Synchronsprecher |
| ---------------- | ------------------- | ---------------- |
| Julius Caesar    | Claude Rains        | Robert Klupp     |
| Cleopatra        | Vivien Leigh        | Ruth Hellberg    |
| Apollodorus      | Stewart Granger     | Rolf Ritschel    |
| Ftatateeta       | Flora Robson        | Elfe Schneider   |
| Pothinus         | Francis L. Sullivan | Werner Pledath   |
| Rufio            | Basil Sydney        | Harry Foerster   |
| Britannus        | Cecil Parker        | Kurt Lauermann   |
| Lucius Septimus  | Raymond Lovell      | Knut Hartwig     |
| Achillas         | Anthony Eustrel     | Axel Monjé       |
| Theodotus        | Ernest Thesiger     | Robert Assmann   |
| Nubischer Sklave | Robert Adams        | Martin Rosen     |
| Zenturio         | Michael Rennie      | Heinz Palm       |
| Belzanor         | Stanley Holloway    | York Bertram     |